# Khemara Keila FC
Khemara Keila FC (tiếng Khmer: ខេមរាកីឡា, cũng được La Mã hóa là Khemara Keyla) là một câu lạc bộ bóng đá Campuchia có trụ sở tại Phnôm Pênh, Campuchia.

## Lịch sử
Câu lạc bộ được thành lập vào năm 1997. Tên của câu lạc bộ bóng đá bắt nguồn từ Khemara - một thuật ngữ chính thức cho tiếng Khmer và keila có nghĩa là thể thao. Câu lạc bộ đã chiến thắng Metfone C-League năm 2005 và 2006, cũng như 2007 Cup Hun Sen. Do vấn đề tài chính và cuộc di cư hàng loạt của các cầu thủ chủ chốt, câu lạc bộ đã rút khỏi Hun Sen Cup 2011 và sau đó cũng từ Metfone C-League 2011 và giải thể năm 2011 

## Thành tựu
- Metfone C-League: 2 
  - 2005, 2006
- Cúp Hun Sen: 1

2007
- Cúp Tổng thống AFC
  - Bán kết: 2006

## Thành tích trong các cuộc thi AFC
- Cúp Tổng thống AFC: 2 lần xuất hiện

2006: Bán kết
2007: Vòng bảng